# Libor Charfreitag
Libor Charfreitag (Trnava, 11 settembre 1977) è un martellista slovacco.
In carriera è stato bronzo ai mondiali di Osaka 2007 e ha vinto un titolo europeo a Barcellona nel 2010.

## Biografia
Atleta di buon livello fin dai livelli giovanili, grazie a ciò Charfreitag ottenne di studiare presso la Southern Methodist University di Dallas (USA), dove ricopre tuttora la carica di assistente allenatore. Durante il corso di studi ottenne due vittorie nei Campionati NCAA nel 1998 e nel 2000.
A livello nazionale vanta cinque titoli assoluti (1998-1999-2002-2003-2006) e due nomine ad Atleta slovacco dell'anno, nel 2003 e nel 2004.

## Palmarès
| Anno | Manifestazione    | Sede              | Evento              | Risultato      | Misura  | Note                                     |
| ---- | ----------------- | ----------------- | ------------------- | -------------- | ------- | ---------------------------------------- |
| 1996 | Mondiali juniores | Sydney            | Lancio del martello | 13º            | 61,52 m |                                          |
| 1999 | Universiadi       | Palma di Maiorca  | Lancio del martello | 8º             | 75,18 m |                                          |
| 1999 | Europei under 23  | Göteborg          | Lancio del martello | 5º             | 72,82 m |                                          |
| 2000 | Olimpiadi         | Sydney            | Lancio del martello | 30º            | 72,52 m |                                          |
| 2001 | Universiadi       | Pechino           | Lancio del martello | 10º            | 69,49 m |                                          |
| 2002 | Europei           | Monaco di Baviera | Lancio del martello | 7º             | 79,20 m |                                          |
| 2003 | Mondiali          | Parigi            | Lancio del martello | 13º            | 76,52 m |                                          |
| 2004 | Olimpiadi         | Atene             | Lancio del martello | 7º             | 77,54 m |                                          |
| 2005 | Mondiali          | Helsinki          | Lancio del martello | 9º             | 76,05 m |                                          |
| 2007 | Mondiali          | Ōsaka             | Lancio del martello | Bronzo         | 81,60 m | Miglior prestazione personale stagionale |
| 2008 | Olimpiadi         | Pechino           | Lancio del martello | 8º             | 78,65 m |                                          |
| 2009 | Mondiali          | Berlino           | Lancio del martello | 10º            | 72,63 m |                                          |
| 2010 | Europei           | Barcellona        | Lancio del martello | Oro            | 80,02 m |                                          |
| 2011 | Mondiali          | Taegu             | Lancio del martello | 21º (q)        | 72,20 m |                                          |
| 2012 | Europei           | Helsinki          | Lancio del martello | 23º            | 69,65 m |                                          |
| 2016 | Europei           | Amsterdam         | Lancio del martello | Qualificazione | nm      |                                          |